# Ткаченко Світлана Вікторівна
Світлана Вікторівна Ткаченко (нар. 9 червня 1974, Київ) — українська письменниця, членкиня Національної спілки письменників України (з 2021).

## Життєпис
Закінчила факультет автоматизації технологічних процесів Київського державного технічного університету будівництва і архітектури (1995), магістратуру «Облік і аудит в управлінні банками» Київського національного економічного університету (2000), магістратуру «Психологія і менеджмент» Центральний інститут післядипломної педагогічної освіти НАПН України (2005). 
Спеціалізувалася в галузях монетарної політики, банківської справи, фондового ринку, економічної психології та фінансової поведінки. Авторка наукового доробку на економічну тематику.
Членкиня Національної спілки письменників України (з 19 жовтня 2021).

## Літературна творчість
Великі прозові твори:
- роман у жанрі автофікшен «Ніч була», присвячений темі евакуації і еміграції під час повномасштабного вторгнення після 24 лютого 2022 року. Це перший виданий роман після початку нової фази війни, який змальовує внутрішній стан людини, що вимушено емігрувала. Основним лейтмотивом твору є чуття дому, тяжіння до рідної країни, сила, що повертає українців додому.
- роман «Потойбічниця» — соціально-психологічний твір у жанрі химерної прози, присвячений темі становлення особистісної жіночності, пошуку пам'яті свого роду і призначення сучасної жінки. Тема гармонійного поєднання виборів і випробувань материнством, професійним зростанням, побудовою партнерських стосунків і соціального визнання як умови психологічного здоров’я поєднує двох українських жінок різних статусів та історичного часу життя.

Поезії і мала проза опубліковані у численних антологіях, поетичних конкурсних альманахах, газеті «Подільські вісті», «Дебют-газеті»,  «Форпост». Поетична творчість представлена збірками «Психологиню звабив дактиль», «Камень с души». Авторка відзначена переможницею кількох поетичних фестивалів і поетичних студій.
Авторка книг
- Соціально-психологічний роман «Ніч була». — Чернівці: Книги–XXI, 2022. — 224 с.
- Соціально-психологічний роман «Потойбічниця». — К.: Фенікс, 2021. — 232 с.
- Психологиню звабив дактиль, поезії. — 2-е видання доповнене і доопрацьоване. — К.: Друкарський двір Олега Федорова, 2021. — 92 с.
- Психологиню звабив дактиль, поезії. — К.: Друкарський двір Олега Федорова, 2019. — 76 с.
- Камень с души, сборник стихотворений. — К.: Друкарский двор Олега Федорова, 2019. — 116 с.
- Предвосхищение: збірка віршів укр. і рос. мовами. — К.: «МП Леся», 2015. — 144 с.

## Відзнаки
Лавреатка кількох поетичних фестивалів і конкурсів (Харьковград, Крилате сузір'я; Склянка 4acy*Zeitglas та низки інших).